# Tierpark Bern
Koordinaten: 46° 56′ 4″ N, 7° 26′ 59″ O; CH1903: 600844 / 198150
Der Tierpark Bern ist der öffentliche Zoo der Stadt Bern. Er besteht aus dem Dählhölzli genannten Tierpark und dem Bärenpark, der räumlich vom Rest des Zoos getrennt ist. Das Motto des Tierparks ist «Mehr Raum für Vielfalt». Der Tierpark Bern ist eine Organisationseinheit der Stadt Bern mit Sonderrechnung und von der Gemeindeordnung abweichenden Zuständigkeiten. Er wurde am 5. Juni 1937 eröffnet. Finanziert wurde er durch private Spenden und Legate. Abgesehen vom Vivarium, wo sich Tiere aus allen Erdteilen, vor allem aus den Tropen und Subtropen, finden, werden hauptsächlich nordisch-europäische Tierarten gehalten. Gegenwärtig beschäftigt der Tierpark Bern 32 Tierpfleger.

## Dählhölzli
Das Dählhölzli ist Teil des Naherholungsgebiets Dählhölzliwald an der Aare. Der Name des Gebiets leitet sich vom Berner Dialektwort «Dähle» für die Waldkiefer ab. Das Dählhölzli ist mit seiner Fläche von 19,5 Hektar Lebensraum von rund 1500 Tieren aus rund 200 Arten.

## Geschichte

### Vorgeschichte
Die Vorgeschichte des Berner Tierparks beginnt eigentlich schon im 19. Jahrhundert, als nämlich 1871 eine Gruppe von Optimisten für einen geplanten Zoo mit vorwiegend europäischen Tieren im westlichen Kirchenfeld warb und einen Akklimatisationsverein gründete. Zwei Jahre später wurde der Plan mangels Aktionären fallengelassen. Dafür entstand die Anlage an der Engehalde, am Hang unterhalb des Bierhübelis. Hier wurden Hirsche und Bisons gehalten. Da die Anlage nicht befriedigte, suchte man neue Standorte unter anderem auch im Dählhölzli. Man dachte 1883 sogar an die Schaffung eines Zoos mit exotischen Tieren. Alle Anläufe scheiterten indes aus verschiedenen Gründen. Dank William Gabus konnte schliesslich die Finanzierungsfrage gelöst werden. Der 1847 in Le Locle geborene Uhrmacher bereiste als wagemutiger Mann mit Uhren und Musikdosen die Messen Russlands, besass in Moskau Uhrenläden und kaufte später als wohlhabender Mann das Schloss Worb. 1900 vermachte er der Stadt Bern 150'000 Franken für die Errichtung eines Tierparks, «wenn möglich im Dählhölzli», wie es im Testament hiess. 1901 starb William Gabus im Tessin.

### Von der Elfenau in das Dählhölzli
1918 konnte die Stadt die Elfenau-Besitzung erwerben, was in den nächsten Jahren dazu führte, dass dieses Gelände mehr und mehr im Vordergrund für den Bau eines Tiergartens stand. Der Gemeinderat entschied 1927 denn auch für diesen Standort. Das Geschäft kam aber nur schleppend voran. Immerhin arbeitete das Hochbauamt zwei Entwürfe aus. 1930 wurde der Natur- und Tierparkverein gegründet, der schon nach zwei Jahren über 1800 Mitglieder zählte und sich für den Bau eines Tierparks in der Elfenau einsetzte. Durch Werbung in der Presse und in den Kinos, durch Filmmatineen und «Tierlitage» wurde ein Fonds von 50'000 Franken geäufnet. Schon 1933 reichte der Verein einen Entwurf ein, wobei das Landschaftsbild der Elfenau respektiert werden sollte. Doch bald erwachten die Bedenken derjenigen Kreise, welche die Elfenau unangetastet lassen wollten. Im März 1935 führten erneute Verhandlungen dazu, dass die Burgergemeinde einen Teil des Dählhölzliwaldes zur Verfügung stellte und damit die Voraussetzung schuf, von der Elfenau als Standort abzukommen. Noch im gleichen Jahr stimmten die Berner der Schaffung des Tierparks Dählhölzli zu. Am 5. Juni 1937 wurden die Anlagen mit einem grossen Fest im Beisein von Bundesrat Rudolf Minger eröffnet. Seit der Gründung des Tierparks ist der Bärengraben dem Tierpark zugehörig.
| Direktoren des Tierparks Dählhölzli |                        |
| 1937–1938                           | Paul Badertscher       |
| 1938–1943                           | Heini Hediger          |
| 1943–1969                           | Monika Meyer-Holzapfel |
| 1970–1991                           | Hannes Sägesser        |
| 1991–1996                           | Max Müller             |
| 1997–2021                           | Bernd Schildger        |
| 2021–                               | Friederike von Houwald |

### Anfänge
Zuerst leitete der Tierarzt Paul Badertscher nebenamtlich den Tierpark. 1938 wählte man den jungen Zoologen Heini Hediger als Verwalter, der sich bald als Tierpsychologe und Tiergärtner einen Namen machte. In seinem Buch Wildtiere in Gefangenschaft griff er zu einem guten Teil auf seine Erfahrungen im Dählhölzli zurück, Erfahrungen, die er in dem jungen Tiergarten während der Zeit des Zweiten Weltkrieges oft an vorderster Front gemacht hatte, wenn er im Militärdienst weilende Tierpfleger ersetzen musste. Er beschreibt in einem Bericht seine Berner Zeit als harte Schule, erwähnt die Unterstützung, welche er vom Tierparkverein erfahren durfte, und die Schwierigkeiten der Tier- und Futterbeschaffung in der Kriegszeit.
Schon nach wenigen Jahren wechselte Heini Hediger an den Zoo Basel. An seiner Stelle leitete Monika Meyer-Holzapfel vom 1. Mai 1943 bis zum 31. Dezember 1969 den Tierpark. In dieser Zeit vergrösserte sich die Artenzahl der Tiere im Vivarium, aber auch draussen entstanden neue Gehege, zum Teil recht behelfsmässige Holzkonstruktionen. Nicht zuletzt der Zuchterfolge wegen wurde in dieser Zeit die Fachwelt auf den aufstrebenden Tiergarten aufmerksam. Erwähnt seien hier die neuen Anlagen für gefährdete oder ausgerottete Tierarten, wie Fischotter, Wildkatzen, Luchse, Wisente und Wölfe, sowie die Volieren für Greifvögel und die Fasanerie. 1954 betrug der Tierbestand 1675 Tiere in 335 Arten; die Zahl der Säugetiere blieb aber mit 23 Arten gering. Beides belegt, dass vor allem pflegeleichte Arten gehalten wurden, weil nur sieben Wärter zur Verfügung standen, immerhin drei mehr als bei der Eröffnung. Trotz dieser Beschränkung tat der Tierpark in dieser Zeit den entscheidenden Schritt in Richtung Erfüllung des Auftrags, die einheimische Tierwelt zu zeigen.

### «Des Berners Zoo»
«Des Berners Zoo» war der Leitspruch von Hannes Sägesser, der die Geschicke des Dählhölzli vom Januar 1970 bis zu seinem plötzlichen Tod am 18. Januar 1991 leitete. Przewalski-Pferde, Seehunde, Moschusochsen und Syrische Braunbären sind Tierarten, die in seiner Zeit eingeführt wurden. Die Anzahl der gehaltenen Säugetierarten wuchs auf 60 an. Der Ausbau des Freigeländes (mit Kleinraubtierhaus, Przewalski-Pferd-, Fischotter-, Wisent-, Elch-, Tiger- und Bärenanlage) und der 1988 eröffnete Umbau des Vivariums repräsentieren sein Wirken. Ausserhalb des Vivariums wurden fast alle exotischen Tierarten durch europäische ersetzt. Im Personalbereich wurden eine wissenschaftliche Adjunktstelle sowie erstmals in der Schweiz eine Zoopädagogikstelle geschaffen. In die Zeit des fünften Verwalters, Max Müller (Mai 1991 bis August 1996), fallen die Erweiterungen des Kinderzoos an der Aare sowie des Bärengeheges im Tierpark und die Renovierung des Bärengrabens. Bei den gehaltenen Tieren fand eine Trendwende in Richtung Tiere aus anderen Kontinenten statt (etwa Wallabys oder Wasserschweine). Im Jahre 1995 wurde die Leitung des Tierparks Analysen durch externe Experten unterzogen. Gestützt auf die entsprechenden Berichte wurde die Führung des Tierparks neu strukturiert und eine Betriebsleitung eingesetzt. Nach einer kurzen Interimsleitung von September 1996 bis März 1997 durch Ruth Baumgartner war Bernd Schildger bis ins Jahr 2021 Direktor des Tierparks Dählhölzli. Neue Lebensräume für Tiere, wie z. B. Gämsen, Breitrandschildkröten, Rauhfusshühner, Flamingos, Seehunde und Waldrappen wurden geschaffen. Neben der für die Realisierung von tiergerechten Lebensräumen erforderlichen Reduktion der gehaltenen Tierarten wurde ein Leitbild formuliert. 2021 übernahm Friederike von Houwald als neue Direktorin die Leitung des Tierparks Dählhölzli.

## Der Tierpark Bern im 21. Jahrhundert
Der Schwerpunkt des Tierparks Bern liegt auch heute noch bei einheimischen und europäischen Wildtieren. Das Konzept, ein Naherholungsgebiet für Familien mit dem pädagogischen Anspruch eines zoologischen Gartens zu verbinden, das von der Zoopionierin Monika Meyer-Holzapfel zwischen 1915 und 1935 ausgearbeitet wurde, wurde bis heute beibehalten.
Nachdem ein Hochwasser im Jahr 1999 weite Bereiche der Tieranlagen entlang des Flusses Aare zerstört hatte, wurden diese neu gebaut und im Jahr 2000 eröffnet. In den Anlagen, die eine ehemalige Auenlandschaft der Aare darstellt, leben Pelikane, Fischotter und Europäische Biber. Bereits im Jahr 1999 wurde vor dem Vivarium die neue Anlage der Rosaflamingos eingeweiht.
Im Jahr 2003 wurde die Seehundanlage um die Nordwestecke des Vivariums neu gebaut und so das Wasservolumen gegenüber der Vorgängeranlage verzehnfacht. Die neue Anlage zählt mit über 2000 Kubikmetern Wasser zu den grössten Seehunde-Anlagen in Europa. 2008 wurde die Fläche des Tierparks erstmals seit 1937 erweitert, zugunsten des WisentWalds von Bern und der Quarantänestation.
Es folgten auch neue Anlagen für Persische Leoparden (2006) und Wisente (2008) sowie die nordischen Anlagen für Moschusochsen, Waldrentiere und Polarfüchse (2009). Eine weitere Attraktion des Tierparks ist eine Anlage für Papageitaucher (2009), die einzige Haltung dieser Vögel in der Schweiz. Die Vögel können in einem grossen Wasserbecken nach Fischen tauchen, wobei sie von den Besuchern beobachtet werden können.
Im Jahr 2009 schenkten der damalige Präsident der Russischen Föderation, Dmitri Anatoljewitsch Medwedew, und seine Gattin, Swetlana Wladimirowna Medwedewa, der Stadt Bern anlässlich ihres Staatsbesuches ein junges Paar Ussurischer Braunbären, Misha und Masha. Der Tierpark Bern vergrösserte in der Folge seine Bärenanlage. Diese wurde in zwei Etappen, Ende Juni 2011 und Ostern 2012, eröffnet. Mitte Januar 2014 gebar die Bärin Masha zwei Junge. Der Tierpark gab ihnen die Namen «3» und «4». Das handaufgezogene Bärenelternpaar war aber nicht in der Lage, sich adäquat um den Nachwuchs zu kümmern. Die beiden Jungbären wurden deshalb wenige Monate nach der Geburt eingeschläfert.
Im Jahr 2011 folgte die Errichtung einer Anlage für Bezoarziegen an der Aare, 2013 entstand eine neue Wolfanlage. Im gleichen Jahr musste die Glashülle des Vivariums rundum erneuert werden. Im Zuge der aufwendigen Renovierung wurde der gesamte Aquarienbereich umgebaut und in drei grosse Wasserlandschaften verwandelt. Die Grossaquarien stellen Ausschnitte aus den Lebensräumen Amazonas, Korallenriff und Mangrove dar. Eine grosse Flugvoliere für Uhu und Schneeeule wurde im Frühjahr 2015 eröffnet. Der Trend weg von der Einzelhaltung hin zu einer Gemeinschaftshaltung von Tierarten wird vor allem im Vivarium verfolgt und umgesetzt. In einer Urwaldvoliere leben zahlreiche Tierarten, wie Kaiserschnurrbarttamarine, Balistare, Kleinkantschil und Strausswachteln zusammen. Während verschiedene Krallenaffenarten gemeinsam mit Reptilien, wie Grünen Ameiven, leben, ist das gesamte Vivarium Lebensraum für eine Vielzahl von darin freilebenden Vögeln, Reptilien, Fröschen und Insekten.
2019 begann der Umbau der ältesten Anlagen im Dählhölzli, der Anlagen für Steinbock und Gämse, zu den Aarealpen, welche im Frühsommer 2020 eröffnet wurden. Im Jahr 2022 wurde bekannt, dass die Fischotter in ein neues Gehege gezügelt wurden und die Biberhaltung ganz aufgegeben werden soll, da sich an der Aare wildlebende Fischotter angesiedelt haben. Ab Oktober 2024 wurde die Seehundanlage erneut umgebaut, nachdem der Stadtrat einem Kredit von 2,9 Millionen Franken zustimmte. Die Seehunde wurden wegen Wartungsarbeiten im Vivarium bereits zuvor nach Schweden ausquartiert. Sie kamen nach der Fertigstellung der neuen Anlage im Frühjahr 2025 wieder zurück.

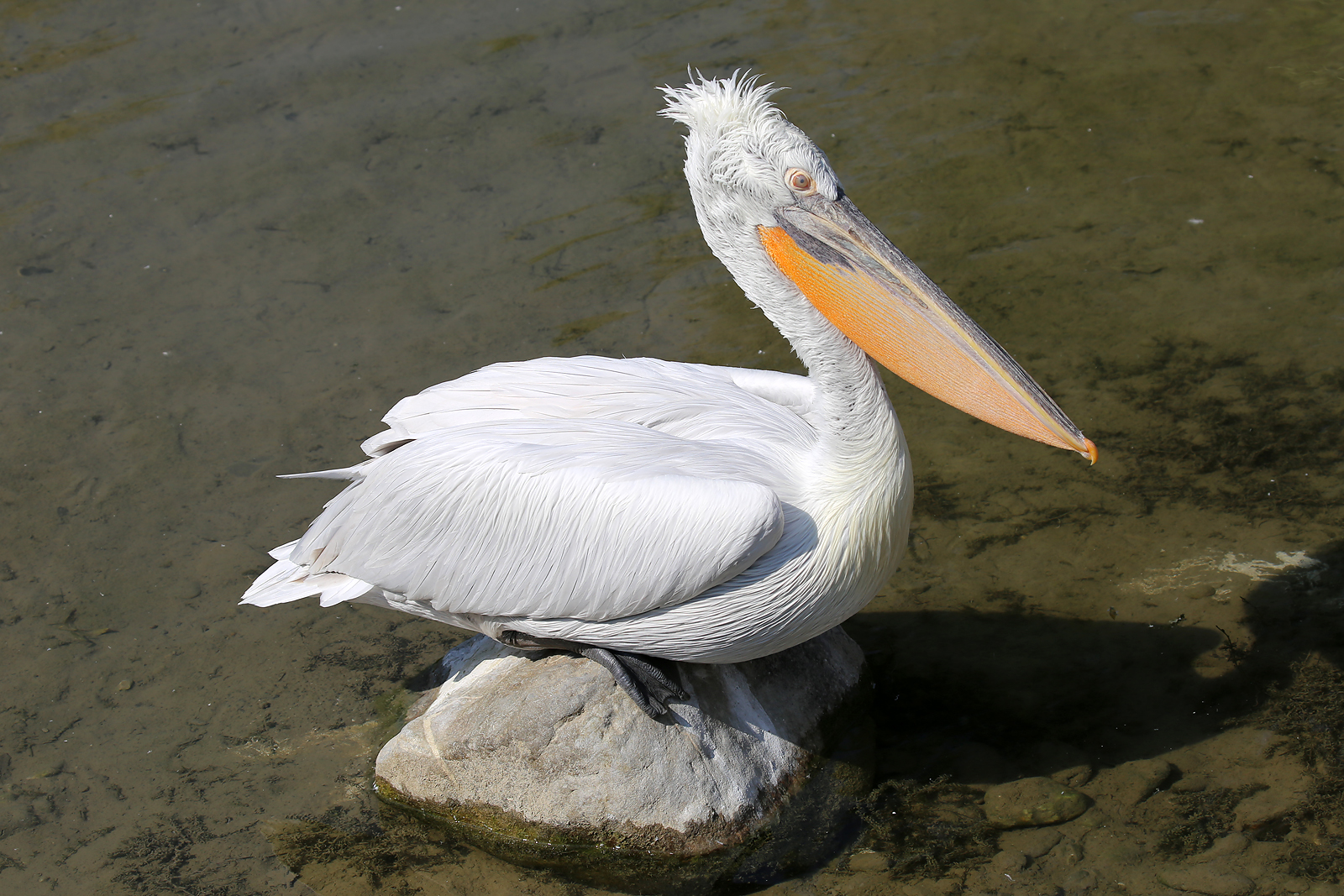
Krauskopfpelikan
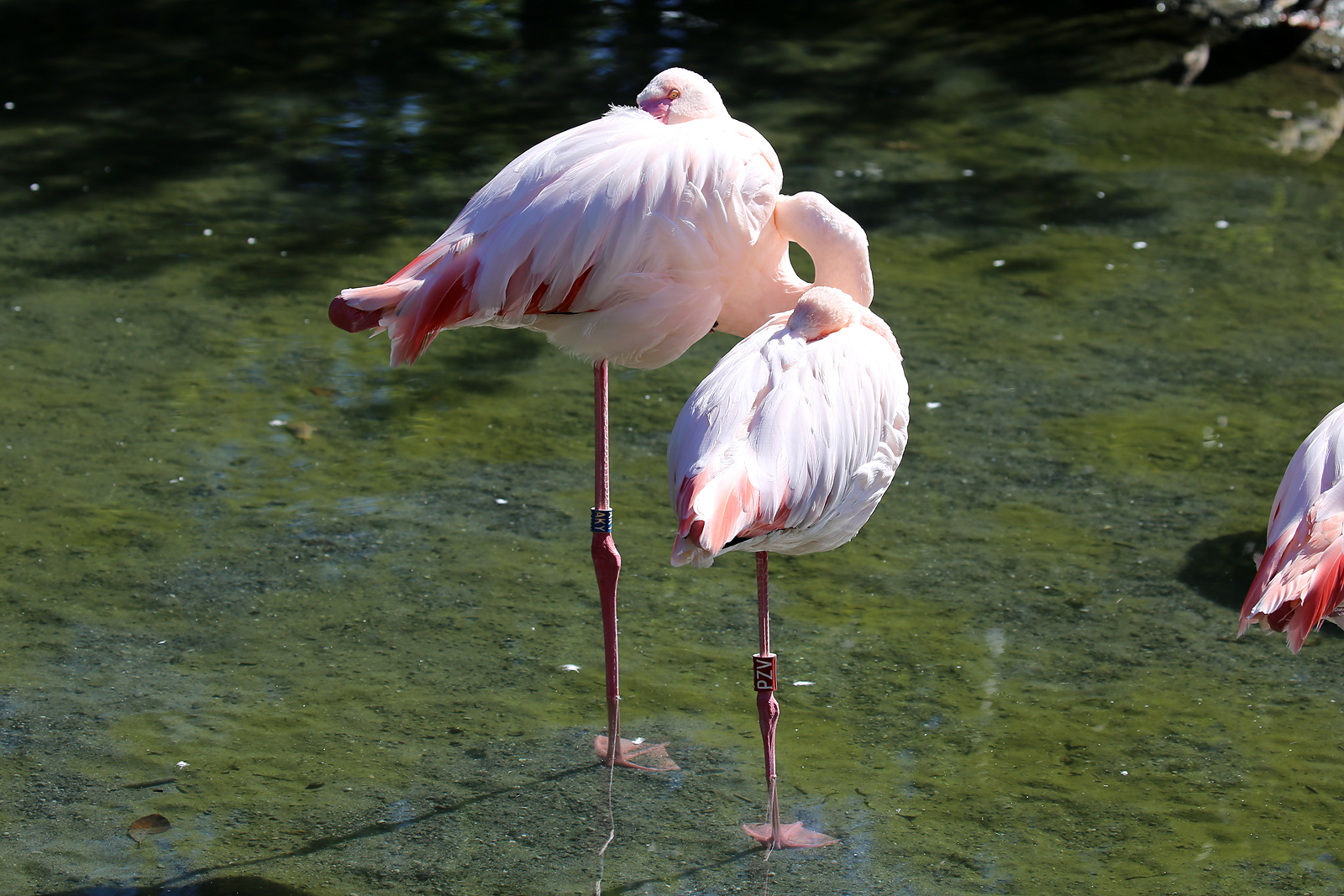
Rosaflamingo
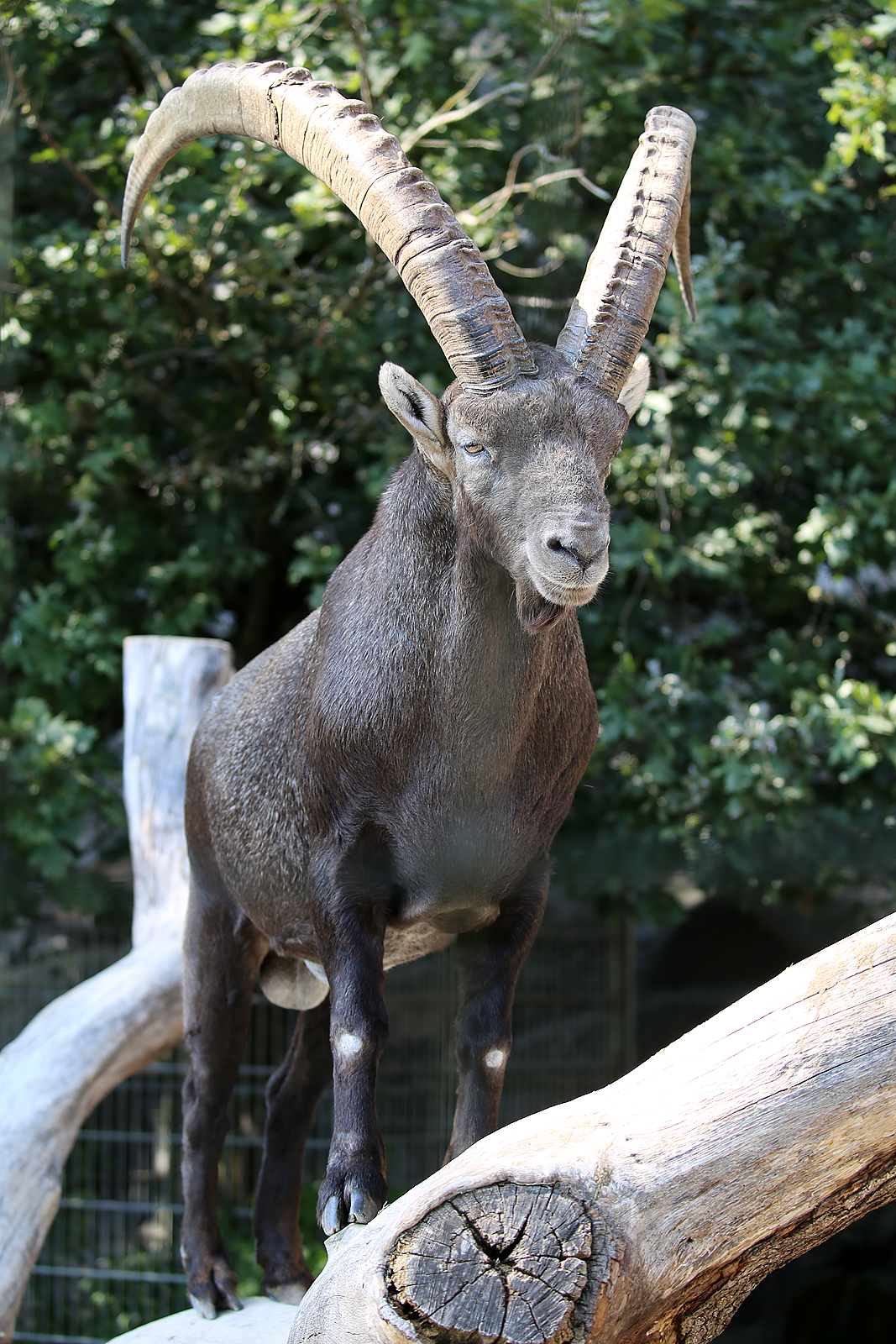
Alpensteinbock
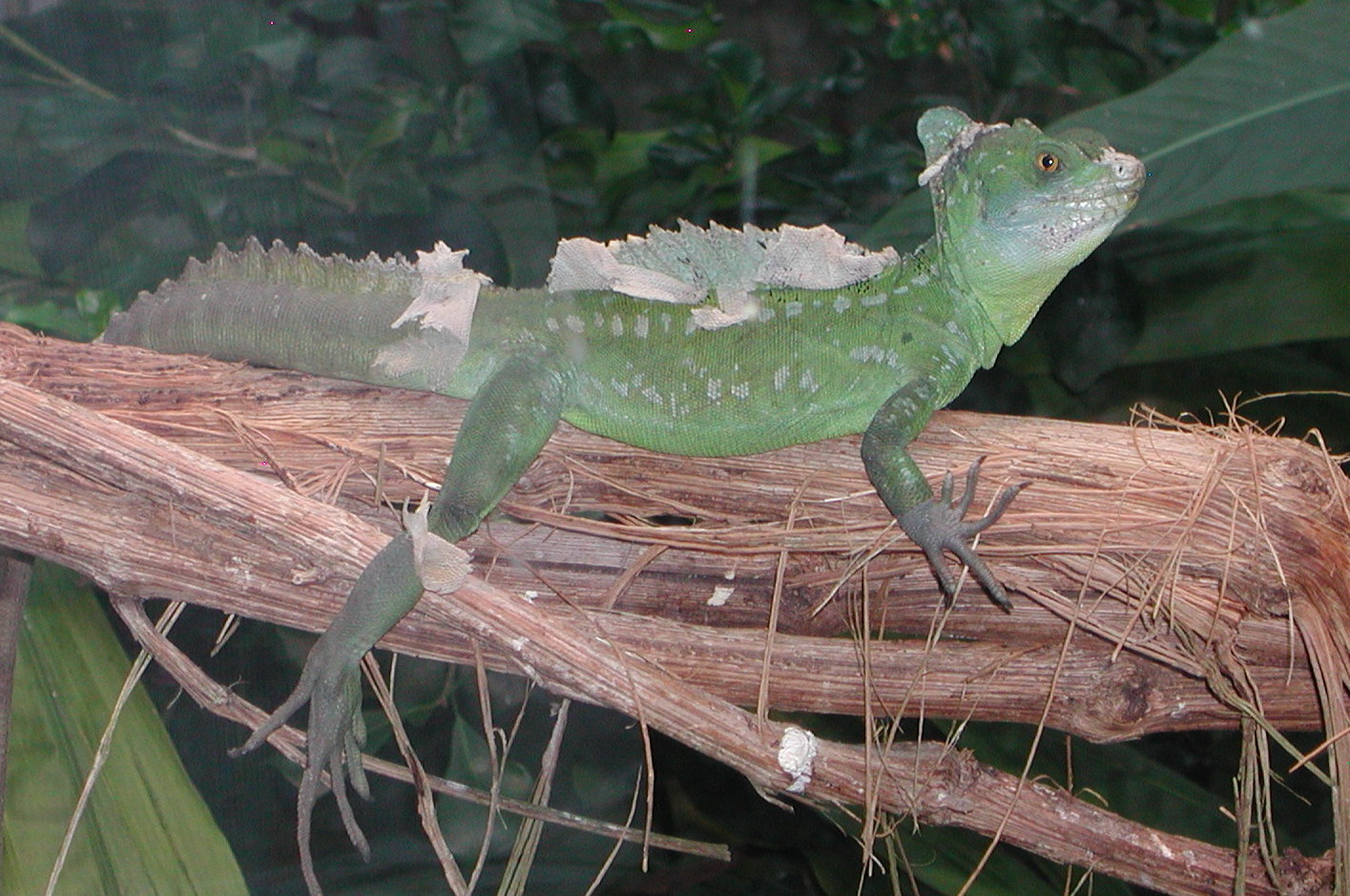
Stirnlappenbasilisk
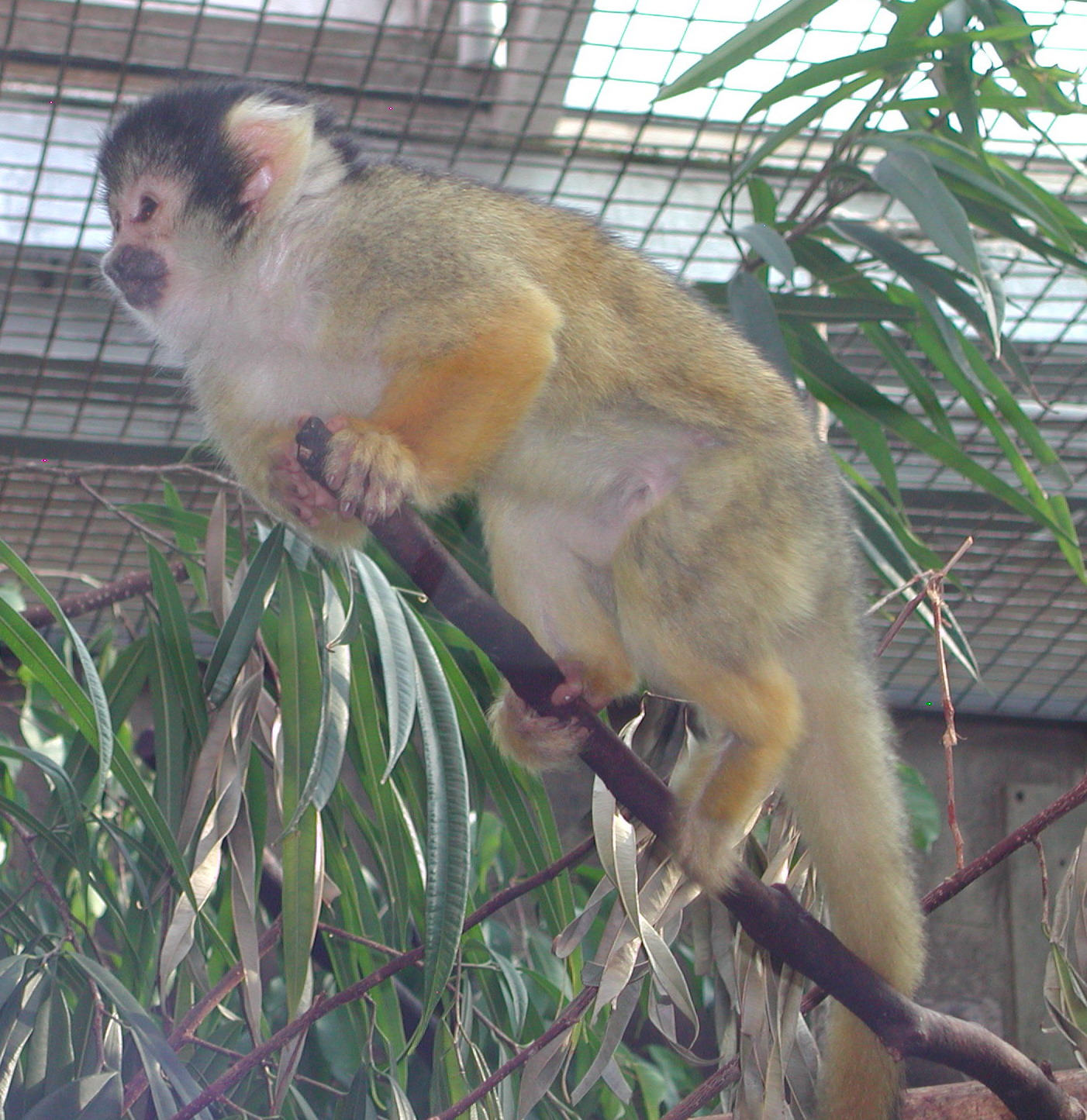
Totenkopfaffe
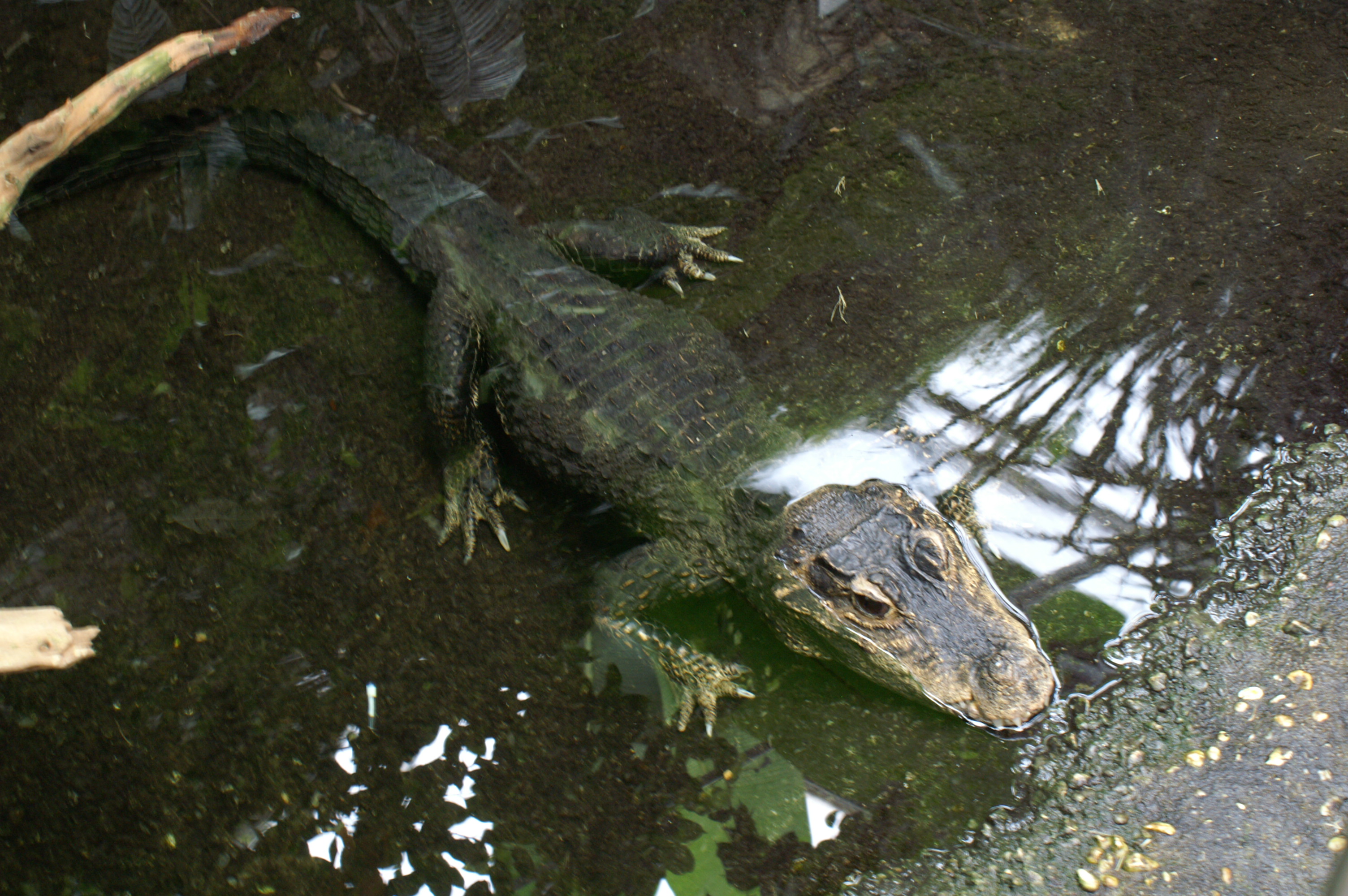
Stumpfkrokodil
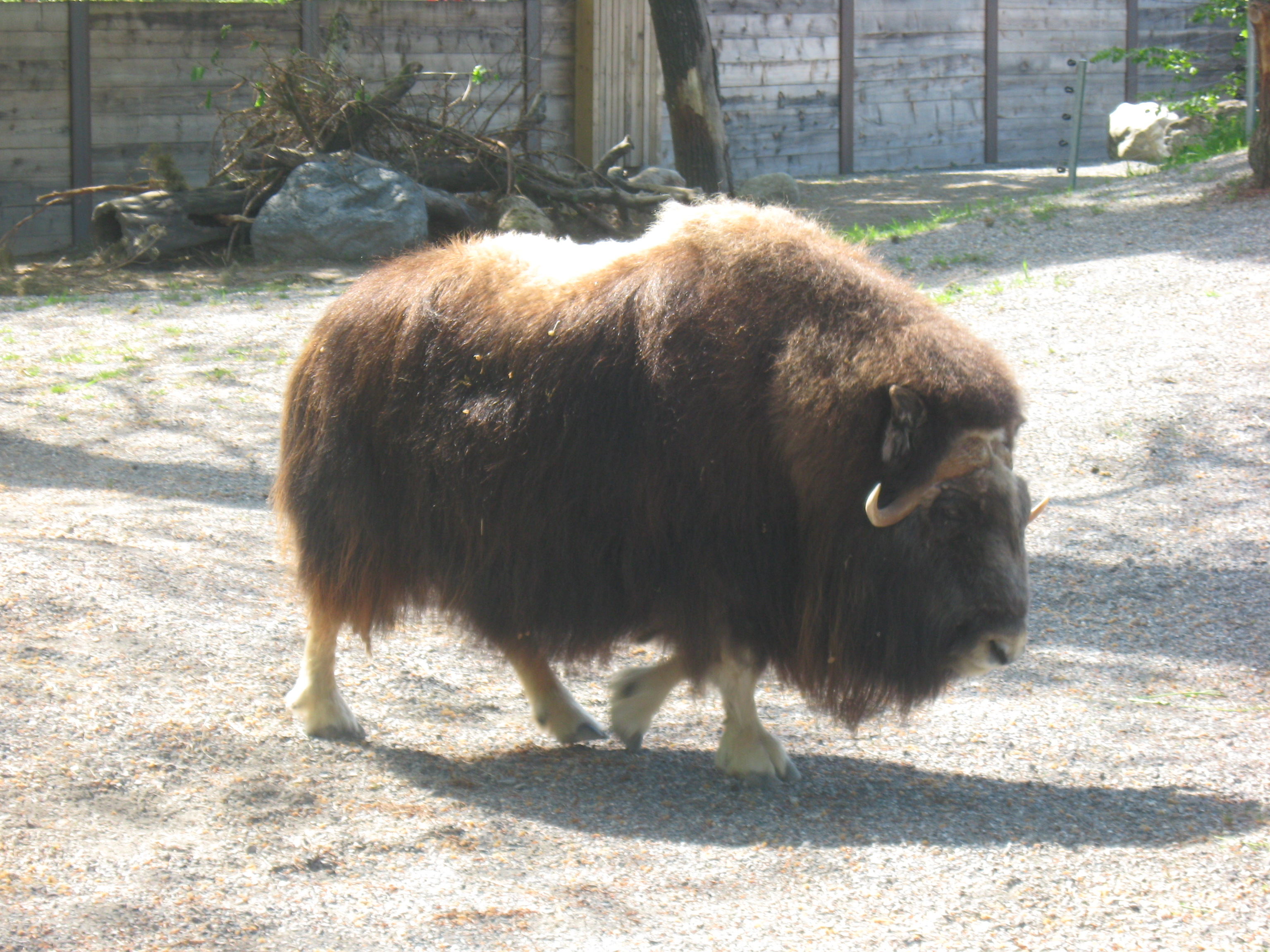
Grönland-Moschusochse
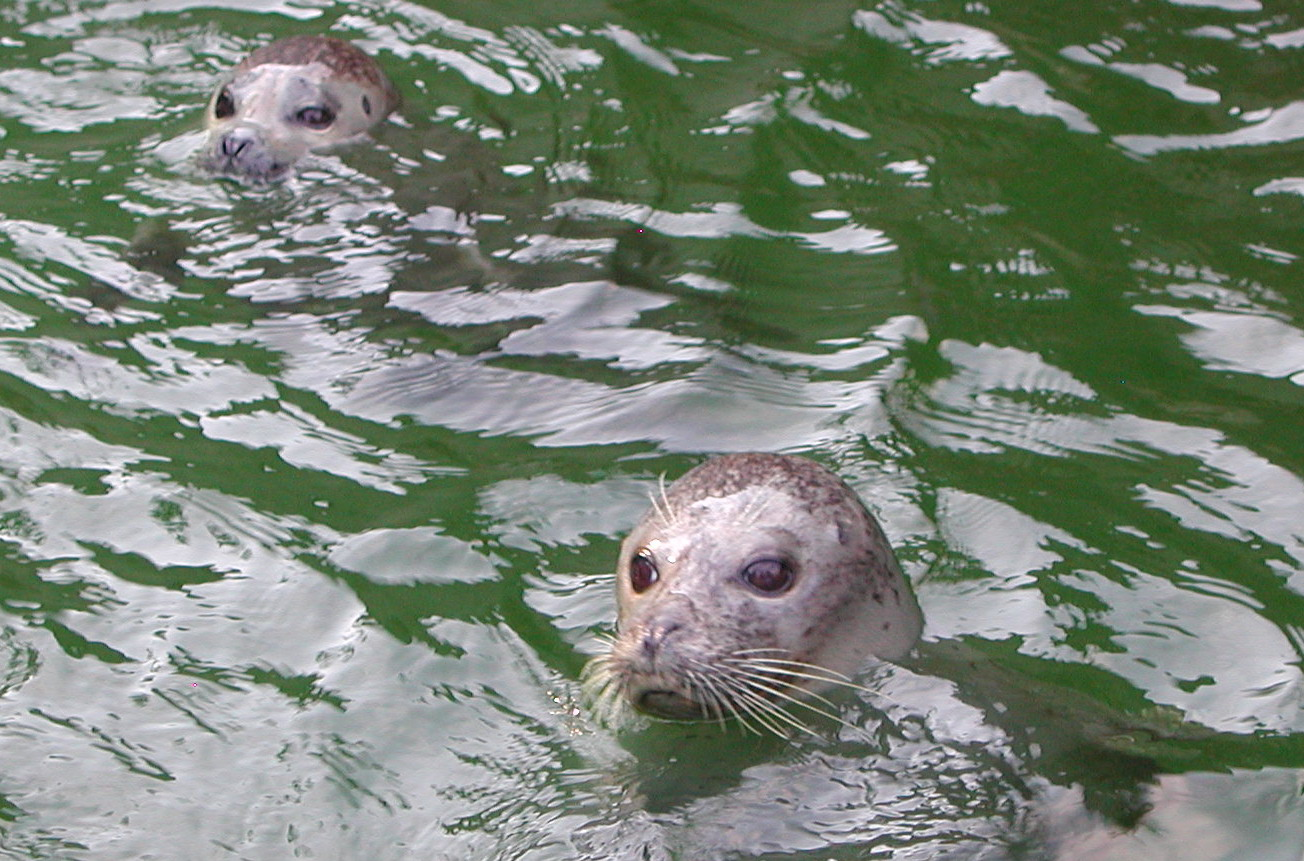
Seehund
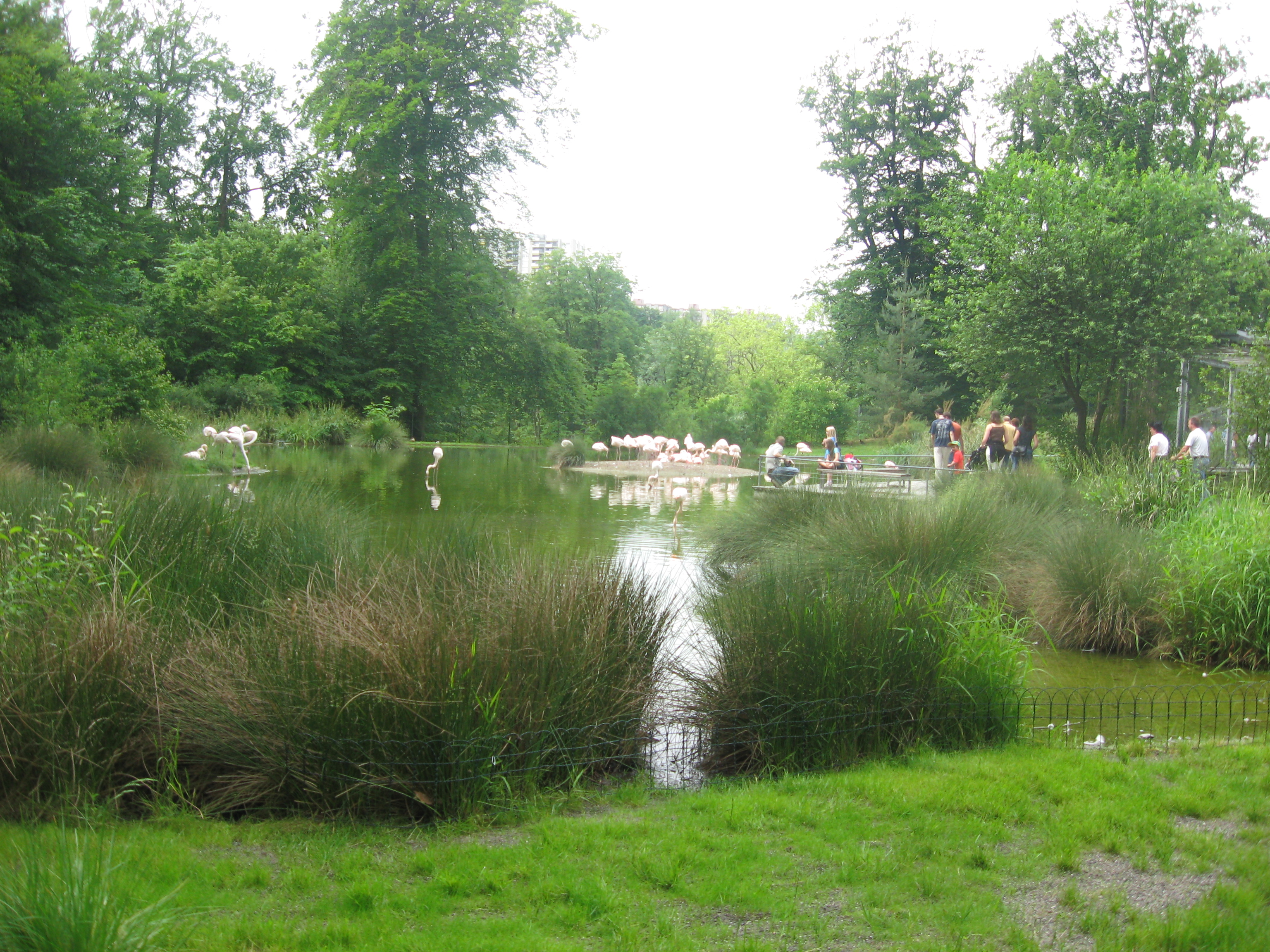
Flamingoanlage (eröffnet 1999)
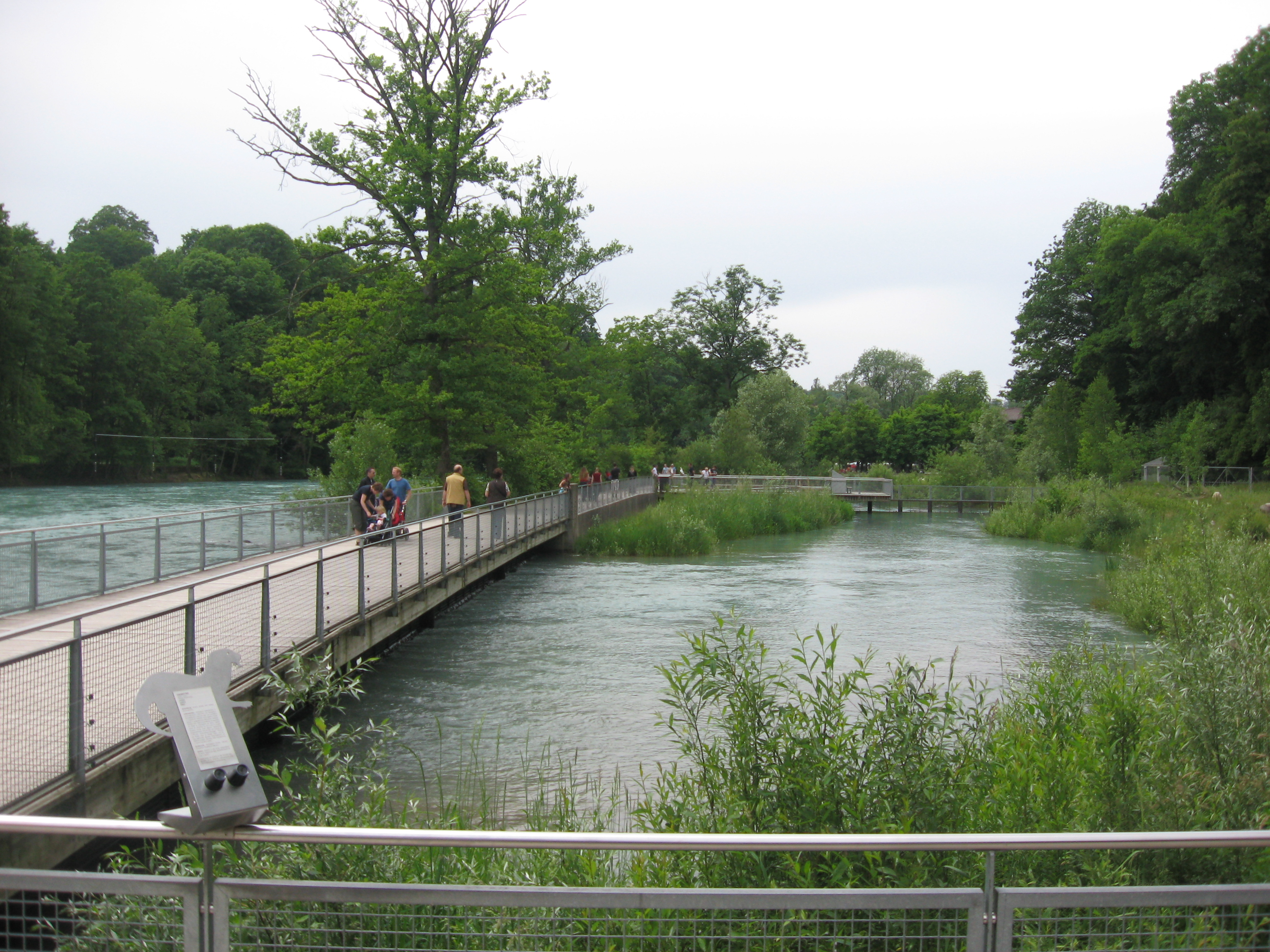
Aareuferanlagen (eröffnet 2000)
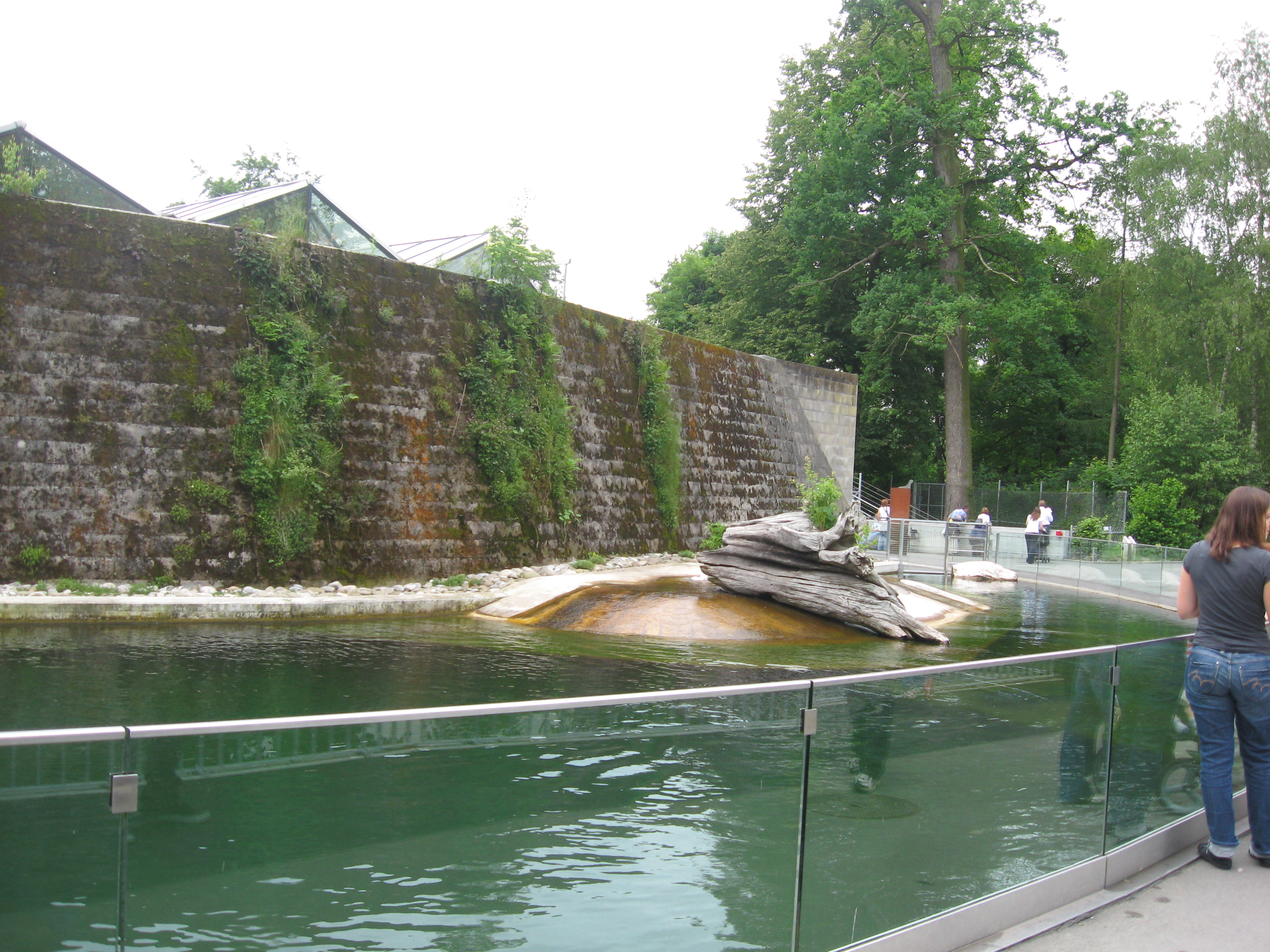
Seehundanlage (eröffnet 2003, umgebaut ab Oktober 2024)
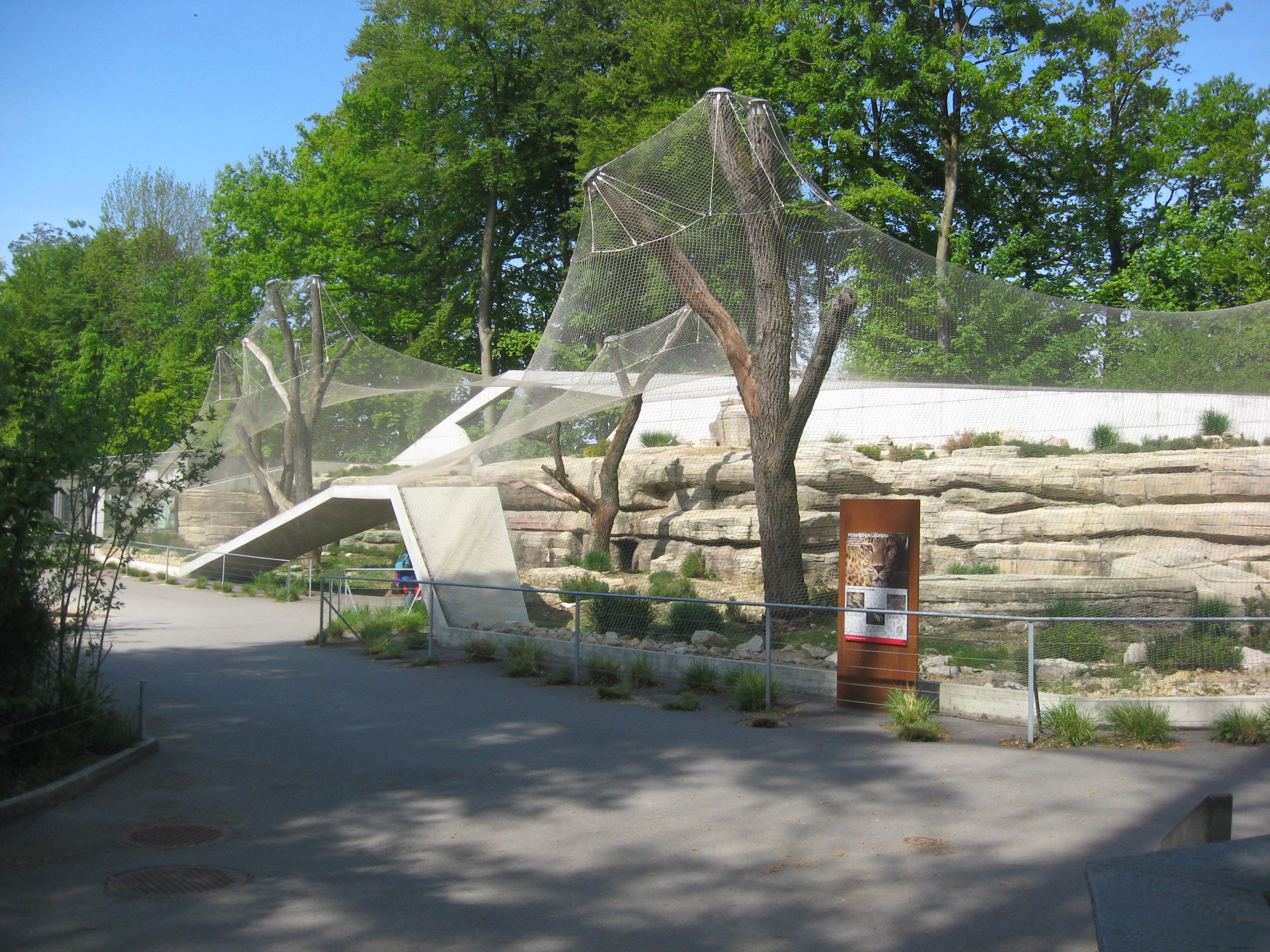
Leopardenanlage (eröffnet 2006)
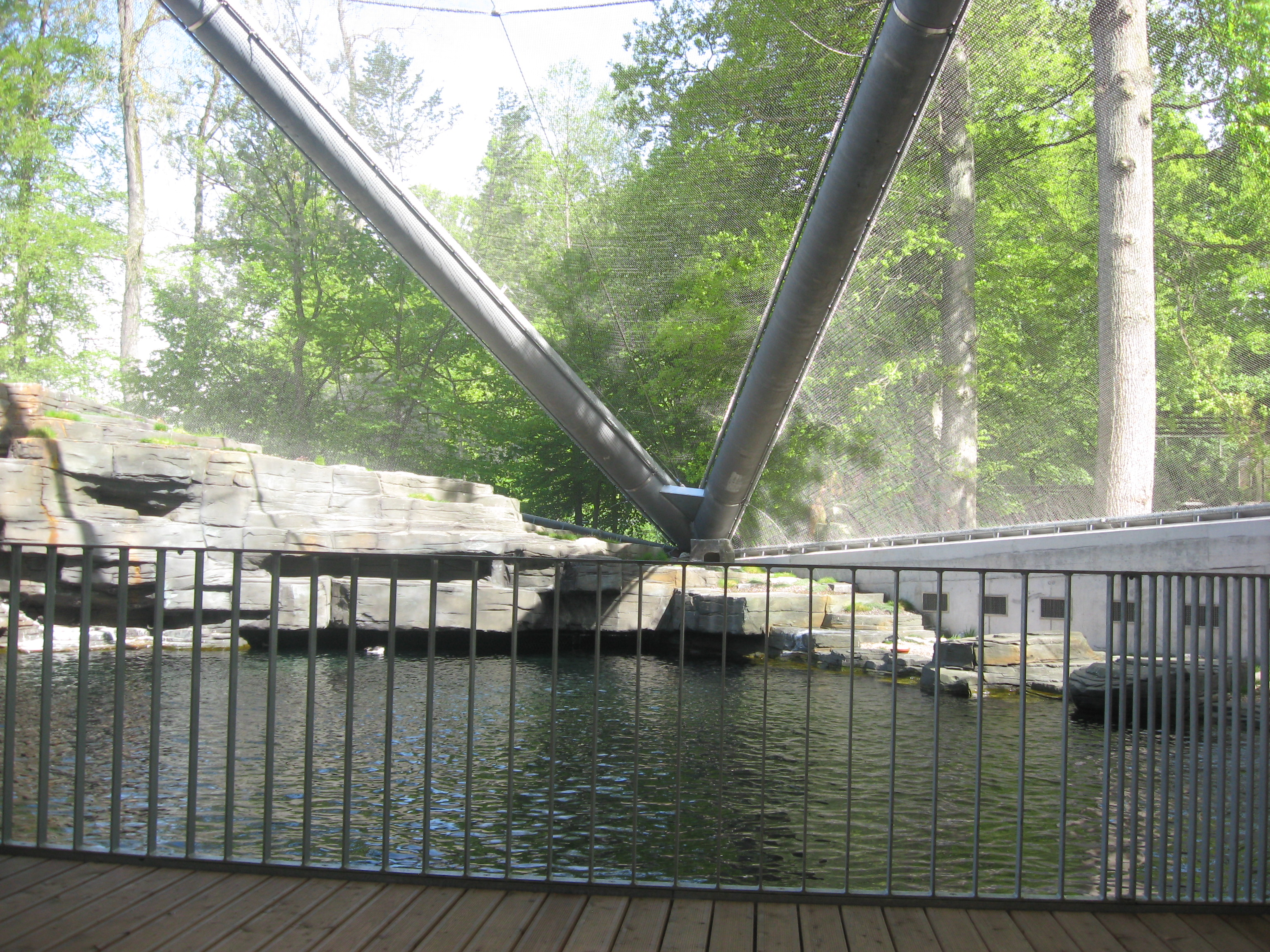
Papageitaucheranlage (eröffnet 2009)

## Leopardengehege

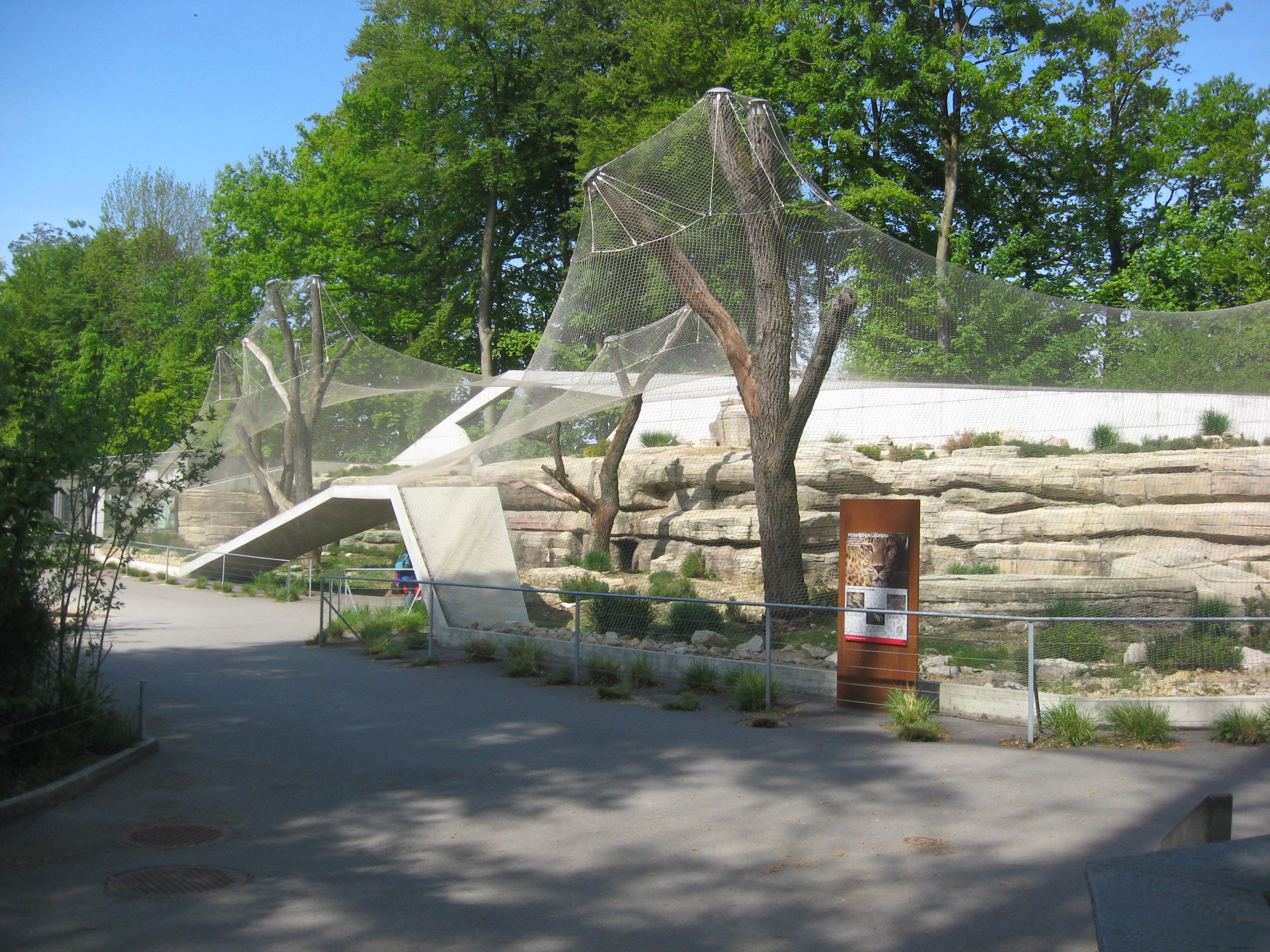
Leopardenanlage

2005 wurde ein Einladungswettbewerb für den Neubau eines neuen Leopardengeheges ausgeschrieben. Das Zürcher Architekturbüro Graber Pulver gewann den Zuschlag für das 1,5 Millionen Schweizer Franken teure Gehege. 2006 wurde das 600 Quadratmeter grosse Freigehege im Tierpark Dählhölzli eröffnet.

## Planung und Ausbau
Bis ins Jahr 2026 sind der Bau eines madagassischen Wüstenhauses mit Lemuren und Chamäleons, der Umbau des Kinderzoos zu einem freiluftmuseumsähnlichen Bauernhof und ein Affenfelsen für Berberaffen geplant. Im Bärenpark ist die Erweiterung der jetzigen Anlage von etwa 5'000 m² auf mehr als 10'000 m² vorgesehen.
Die Planung für das nächste Jahrzehnt bedeutet auch, dass gemäss dem Motto verschiedene Tierarten aus dem Tierpark Bern verschwinden werden. Der ehemalige Direktor Schildger schätzte, dass die Zahl der Tierarten auf unter zweihundert sinken werde. Noch in den 1990er-Jahren waren es um die 350 Tierarten gewesen, derzeit hält der Tierpark 2022 laut Bern Tourismus rund 200, laut Jahresbericht und Jahrbuch der Stadt Bern 2021 227, laut Datenblatt VZG 2019 215 und laut zooschweiz 2018 240 verschiedene Tierarten. So gab man in der Zwischenzeit die Haltung von Humboldt-Pinguinen, Waldrappen, Schneeziegen und Przewalski-Pferden auf, und in Zukunft sollen zum Beispiel Elche oder Rauhfusshühner aus dem Tierbestand verschwinden. Der Anstieg der Tierartenzahl zwischen 2013 und 2014 hing primär mit dem Umbau und der Neueröffnung der Wasserlandschaften im Vivarium zusammen, das deutlich mehr wirbellose Tierarten, Fische und Amphibien beherbergt als vor dem Umbau.
Im November 2023 hat der Gemeinderat die Gesamtplanung Tierpark Bern 2023–2033 genehmigt. Im Dezember 2024 hat der Gemeinderat die Planungsvorlage «Zonenplanänderung Dählhölzli» zur öffentlichen Mitwirkung verabschiedet. Voraussichtlich im Sommer 2026 können die Stimmberechtigten in einer Volksabstimmung über die Planungsvorlage befinden.